# (500121) 2012 BW149
(500121) 2012 BW149 es un asteroide perteneciente al cinturón de asteroides, descubierto el 19 de enero de 2012 por el equipo del Pan-STARRS desde el Observatorio de Haleakala, Hawái, Estados Unidos.

## Designación y nombre
Designado provisionalmente como 2012 BW149.

## Características orbitales
2012 BW149 está situado a una distancia media del Sol de 2,272 ua, pudiendo alejarse hasta 2,546 ua y acercarse hasta 1,999 ua. Su excentricidad es 0,120 y la inclinación orbital 4,013 grados. Emplea 1251,42 días en completar una órbita alrededor del Sol.

## Características físicas
La magnitud absoluta de 2012 BW149 es 18,1.